# Біотоп (геоекологія)

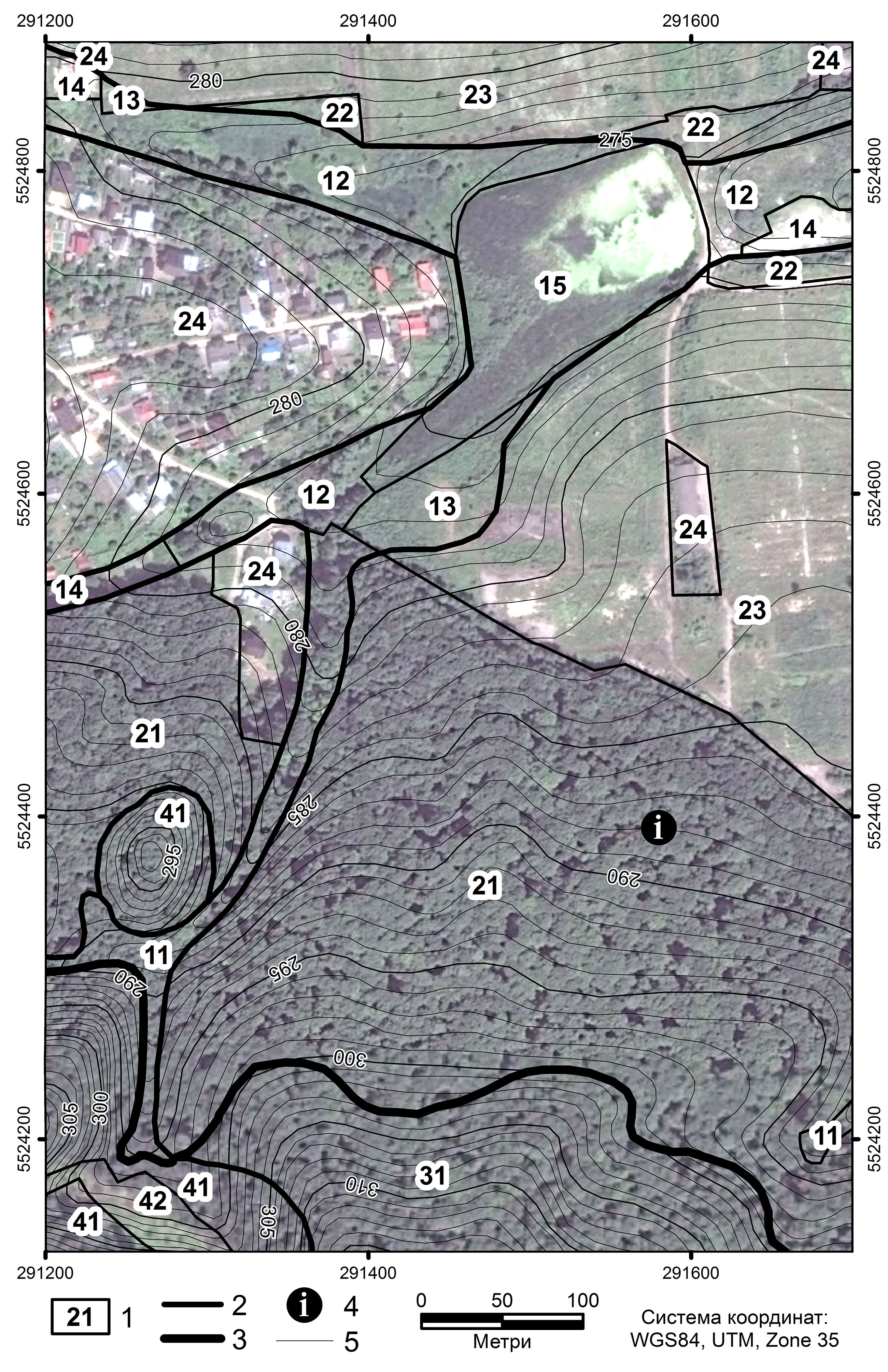
Екотопи (біотопи, фізіотопи) північно-східної околиці міста Львова. Умовні позначення: 1 — межі екотопів / біотопів; 2, 3 — межі фізіотопів (Джерело: Круглов, 2020)

Біотоп (грец. βιοτόπος, βιος — життя, τόπος — місце, локація; англ. biotope; нім. biotop) — елементарний (географічно неподільний) ареал, зайнятий одним біоценозом або поєднанням невеликих біоценозів субгеографічного просторового обсягу. Біотоп також редукують до фітотопу або представляють як поєднання фітотопу та зоотопу.
Біотоп разом із фізіотопом, як елементарним ареалом абіотичних умов, творять екотоп — елементарну геоекосистему (екосистему з чітко окресленими географічними межами). Внаслідок антропогенних та природних дистурбацій у межах одного фізіотопу може сформуватися більше, ніж один біотоп. На суходолі біотопи виокремлюють першочергово на підставі подібності фізіономії (зовнішнього вигляду, морфології) наземного покриву у межах фізіотопів, а біоценотичну (фітоценотичну) структуру і процеси характеризують на підставі даних польових обстежень. Для картування біотопів широко застосовують цифрові аеро- і космозбраження, які опрацьовують у середовищі географічної інформаційної системи (напр.,).
Уявлення про біотоп як елементарний ареал біоценозу використовують у геоекології (ландшафтній екології), і воно є відмінним від ідеї біотопу у сенсі Ф. Даля (Friedrich Dahl) як сукупності абіотичних факторів екосистеми. У лісівництві синонімом біотопу є ареал лісового насадження.